# 馬蘇德·阿里-穆罕默迪
馬蘇德·阿里-穆罕默迪（波斯語：مسعود علی محمدی；1959年8月25日—2010年1月12日）是伊朗的理論物理學家，為德黑蘭大學物理學系的特聘教授，專業領域為量子场论。阿里-穆罕默迪於1985年自設拉子大學獲學士學位，後於謝里夫理工大學獲博士學位，為該大學畢業的第一位物理學博士，發表了超過50篇學術文章，並編寫、翻譯了多本物理學教科書。
2010年1月12日早上，阿里-穆罕默迪離家前往大學工作時，被其汽車旁一輛摩托車上的炸彈暗殺。伊朗指控以色列與美國為幕後兇手，24歲的男子馬吉德·法西（Majid Fashi）被控為與摩薩德合作，被捕後於2012年5月被處決。伊朗政府否認馬蘇德·阿里-穆罕默迪與核計劃有關，但其遺孀於2014年接受《基督科學箴言報》採訪時曾表示阿里-穆罕默迪曾參與機密的核子工作。德黑蘭大學科學院的院長形容阿里-穆罕默迪「並不熱衷政治」，阿里-穆罕默迪的好友受半島電視台採訪時也表示他的政治傾向為伊朗改革派。